# تپه گل شونه
تپه گل شونه مربوط به دوره عیلامیان - دوره اشکانیان است و در شهرستان شوشتر، دهستان میان آب، روستای عرب حسن واقع شده و این اثر در تاریخ ۵ آذر ۱۳۸۰ با شمارهٔ ثبت ۴۲۱۰ به‌عنوان یکی از آثار ملی ایران به ثبت رسیده است.